# Suchitlán (Guanajuato)
Suchitlán es una localidad del estado mexicano de Guanajuato. Es parte del municipio de Villagrán. Fue fundada el 24 de noviembre de 1800 bajo el nombre de «San José Chuchitlán».

## Toponimia
El nombre «Suchitlán» proviene de los términos en náhuatl: xochitl, flor; tlan, lugar. Su significado es «lugar florido».

## Demografía
| Gráfica de evolución demográfica |
|                                  |

| Censo | Población |
| ----- | --------- |
| 1900  | 389       |
| 1910  | 387       |
| 1921  | 218       |
| 1930  | 261       |
| 1940  | 352       |
| 1950  | 357       |
| 1960  | 528       |
| 1970  | 833       |
| 1980  | 1 040     |
| 1990  | 1 298     |
| 2000  | 1 328     |
| 2010  | 1 676     |
| 2020  | 1 790     |